# 미나미시즈하타촌
미나미시즈하타촌(南賤機村)은 시즈오카현 아베군에 설치되었던 촌이다. 현재의 시즈오카시 아오이구 남동부에 해당한다.